# Gerhard Mauz
Gerhard Mauz (* 29. November 1925 in Tübingen; † 15. August 2003 in Reinbek) war ein deutscher Journalist und Berichterstatter zahlreicher Gerichtsverfahren der Nachkriegszeit in Deutschland.
Mauz war der Sohn des Psychiaters und Euthanasie-Gutachters Friedrich Mauz. Er studierte Psychologie, Psychopathologie und Philosophie, unter anderem bei Curt Bondy, wie Mauz in einem Interview mitteilte, das im Jahr 2008 im Bayerischen Rundfunk wiederholt wurde. Seine journalistische Laufbahn begann er beim Rundfunk und bei der Tageszeitung Die Welt. Von 1964 bis zu seinem Ruhestand 1990 war er Redaktionsmitglied des Nachrichtenmagazins Der Spiegel, danach schrieb er noch als freier Autor für sein altes Blatt, für Spiegel Online und für den Berliner Tagesspiegel.
1973 wurde ihm das Bundesverdienstkreuz am Bande für seine journalistischen Verdienste um das Justizwesen verliehen.
Bevor Mauz das Feld seiner Nachfolgerin Gisela Friedrichsen überließ, lud Albrecht Hesse, bis 2022 Jurist beim Bayerischen Rundfunk, Mauz zum Interview. Ihm berichtete Mauz über die Stationen seines beruflichen Werdegangs, sprach über bedeutsame Fälle, die Eingang in seine Berichterstattung fanden, und gab anhand zahlreicher Anekdoten Einblick in seine berufliche Haltung zur Kriminalität.
In ihrem Nachruf beschrieb Gisela Friedrichsen ihren Vorgänger als einen Mann, der zwar als „eine Legende“ galt, doch „fuchsteufelswild“ geworden sei, wenn er „‚Nestor‘ der Gerichtsberichterstattung genannt“ wurde. Er habe nie „zu einem Denkmal versteinern“ wollen und sei der Auffassung gewesen, „dass man bei allem Tun nur versucht, sich selbst zu finden. Wenn dies dann auch anderen nützt, ist es ein Glück […]“.

„Er hat nicht geschulmeistert – aber gelehrt, dass in jedem Angeklagten, selbst wenn ihm das Grässlichste vorgeworfen wird, man sich immer auch selbst begegnet und der Fähigkeit zu jeglicher Straftat.“

## Schriften (Auswahl)
- Die Gerechten und die Gerichteten. Ullstein, Frankfurt/Main u. Berlin 1968.
- Das Spiel um Schuld und Sühne. Die Zukunft der Strafjustiz. Eugen Diederichs, Düsseldorf/Köln 1975.
- Die Justiz vor Gericht: Macht und Ohnmacht der Richter. Bertelsmann, München 1990.
- Die großen Prozesse der Bundesrepublik Deutschland. Hrsg. v. Gisela Friedrichsen; Dietrich zu Klampen, Springe 2005.